# Habrotrocha gibbosa
Habrotrocha gibbosa är en hjuldjursart som beskrevs av De Koning 1947. Habrotrocha gibbosa ingår i släktet Habrotrocha och familjen Habrotrochidae. Inga underarter finns listade i Catalogue of Life.